# Eieretende slangen
Eieretende slangen (Dasypeltis) zijn een geslacht van slangen uit de familie toornslangachtigen (Colubridae) en de onderfamilie Colubrinae.

## Naam en indeling
De wetenschappelijke naam van de groep werd voor het eerst voorgesteld door Carl Linnaeus in 1758.
Er zijn zestien soorten, inclusief de in 2016 beschreven soort Dasypeltis bazi, de slangen Dasypeltis crucifera en Dasypeltis taylori zijn pas sinds 2018 bekend.

## Verspreiding en habitat
Eieretende slangen hebben een groot verspreidingsgebied en komen voor in grote delen van Afrika, van Marokko tot Zuid-Afrika. De verschillende soorten leven in de landen Angola, Benin, Botswana, Burkina Faso, Burundi, Centraal-Afrikaanse Republiek, Congo-Brazzaville, Congo-Kinshasa, Djibouti, Equatoriaal-Guinea, Eritrea, Ethiopië, Gambia, Ghana, Guinee, Guinee-Bissau, Gabon, Ivoorkust, Jemen, Kameroen, Kenia, Lesotho, Liberia, Malawi, Mali, Marokko, Mauritanië, Mozambique, Namibië, Nigeria, Oeganda, Rwanda, Saoedi-Arabië, Senegal, Sierra Leone, Soedan, Somalië, Swaziland, Tanzania, Togo, Tsjaad, Westelijke Sahara, Zambia, Zimbabwe, en Zuid-Afrika
De habitat bestaat uit drogere en vochtige savannen, droge bossen en vochtige tropische en subtropische bossen, zowel in laaglanden als in bergstreken. Daarnaast worden verschillende soorten gevonden in graslanden en scrublands.

## Beschermingsstatus
Door de internationale natuurbeschermingsorganisatie IUCN is aan zes soorten een beschermingsstatus toegewezen. Al deze soorten worden beschouwd als 'veilig' (Least Concern of LC).

## Soorten
Het geslacht omvat de volgende soorten, met de auteur en het verspreidingsgebied.
| Naam                                 | Auteur                           | Verspreidingsgebied |
| ------------------------------------ | -------------------------------- | --- |
| Dasypeltis abyssina                  | Duméril, Bibron & Duméril, 1854  | Ethiopië |
| Dasypeltis arabica                   | Bates & Broadley, 2018           | Jemen, Saoedi-Arabië |
| Dasypeltis atra                      | Sternfeld, 1912                  | Congo-Kinshasa, Oeganda, Kenia, Soedan, Ethiopië, Tanzania, Rwanda, Burundi |
| Dasypeltis bazi                      | Saleh & Sarhan, 2016             | Egypte |
| Dasypeltis confusa                   | Trape & Mané, 2006               | Soedan, Ethiopië, Oeganda, Kenia, Rwanda, Guinee, Guinee-Bissau, Senegal, Gabon, Kameroen, Togo, Nigeria, Mali, Tsjaad, Sierra Leone, Liberia, Ivoorkust, Ghana, Benin, Angola |
| Dasypeltis crucifera                 | Btes, 2018                       | Eritrea |
| Dasypeltis fasciata                  | Smith, 1849                      | Oeganda, Congo-Kinshasa, Congo-Brazzaville, Centraal-Afrikaanse Republiek, Tsjaad, Kameroen, Nigeria, Togo, Gabon, Ghana, Ivoorkust, Liberia, Sierra Leone, Guinee |
| Dasypeltis gansi                     | Trape & Mané, 2006               | Senegal, Gambia, Guinee-Bissau, Guinee, Mali, Burkina Faso, Niger, Benin, Nigeria, Kameroen, Tsjaad, Togo, Ivoorkust, Ghana |
| Dasypeltis inornata                  | Smith, 1849                      | Zuid-Afrika, Swaziland |
| Dasypeltis latericia                 | Trape & Mané, 2006               | Senegal, Mali, Guinee |
| Dasypeltis medici                    | Bianconi, 1859                   | Kenia, Tanzania, Mozambique, Malawi, Zimbabwe, Somalië, Zambia, Zuid-Afrika, Swaziland |
| Dasypeltis palmarum                  | Leach, 1818                      | Angola, Congo-Brazzaville, Congo-Kinshasa |
| Dasypeltis parascabra                | Trape, Mediannikov & Trape, 2012 | Guinea, Ivoorkust, Liberia, Ghana, Togo, Nigeria |
| Dasypeltis sahelensis                | Trape & Mané, 2006               | Senegal, Mali, Burkina Faso, Niger, Nigeria, Marokko, Mauritanië |
| Eieretende slang (Dasypeltis scabra) | Linnaeus, 1758                   | Marokko, Mauritanië, Westelijke Sahara, Soedan, Ethiopië, Eritrea, Somalië, Gambia, Senegal, Guinee-Bissau, Ivoorkust, Benin, Burkina Faso, Ghana, Nigeria, Kameroen, Centraal-Afrikaanse Republiek, Equatoriaal-Guinea, Congo-Kinshasa, Congo-Brazzaville, Angola, Zambia, Oeganda, Rwanda, Burundi, Kenia, Tanzania, Malawi, Namibië, Botswana, Zimbabwe, Mozambique, Zuid-Afrika, Lesotho, Swaziland, Saoedi-Arabië en Jemen |
| Dasypeltis taylori                   | Bates & Broadley, 2018           | Somalië, Djibouti |